# آرشالویس بابایان (تاریخ‌نگار ادبی)
آرشالویس هاروتیونی بابایان (ارمنی: Արշալույս Հարությունի Բաբայան؛  زادهٔ ۲۷ دسامبر ۱۹۰۵ - درگذشته ۳۰ ژوئیهٔ ۱۹۹۰) یک تاریخ‌نگار ادبی، ویراستار و استاد اهل ارمنستان بود.

## زندگی‌نامه
در ۲۷ دسامبر ۱۹۰۵ در خدرانتس به دنیا آمد و از دانشکده تاریخ دانشگاه دولتی ایروان (۱۹۲۹) فارغ‌التحصیل شد. ادوارد توپچیان و آرام توپچیان نوه‌های دختری وی می‌باشند. وی در دانشگاه تربیت مدرس جمهوری آذربایجان، دانشگاه دولتی علوم پرورشی خاچاطور آبوویان ارمنستان و گراکان ترت فعالیت می‌کرد. وی عضو اتحادیه نویسندگان اتحاد شوروی (۱۹۴۷) بود. وی همچنین برنده دانشمند شایسته ارمنستان شوروی (۱۹۶۷) شده است. وی در ۳۰ ژوئیهٔ ۱۹۹۰ در سن ۸۴ سالگی در ایروان درگذشت.

## یادداشت
1. ↑  բանասիրական գիտությունների դոկտոր